# 이건희 기증관
이건희 기증관(가칭)은 이건희 컬렉션을 전시하기 위해 계획 중인 시설이다. 서울특별시 종로구 송현동 부지에 건립될 예정이다. 2021년 10월 10일 문화체육관광부와 서울특별시가 관련 업무협약을 체결하였다.

## 건립 진행
2021년 4월, 유족이 이건희 컬렉션을 기증한 이후, 4월 29일 문재인 대통령의 관련 시설 검토 지시에 따라 관계 당국이 시설 건립을 위한 장소 선정을 추진하였다. 그리고 2021년 7월 7일, 문화체육관광부 황희 장관이 기증관을 서울에 지을 것을 포함하는 '이건희 소장품 활용방안'을 발표하였다.
11월 9일, 국가기증 이건희 소장품 활용위원회가 후보지인 송현동 부지와 용산 부지에 연구용역과 평가를 거쳐 송현동 부지를 최종 위치로 선정, 심의·의결하였다. 괄련 절차를 거쳐 오는 2027년을 완공하여 개관하는 것을 목표로하며, 추후 의견수렴을 통하여 이건희 기증관(가칭)에서 확장성이 있는 다른 이름으로 바꾸기로 하였다. 이어 11월 10일, 문화체육관광부 황희 장관과 서울특별시 오세훈 시장이 업무협약식 행사를 갖고, 업무협약을 체결하였다.

## 이건희 컬렉션
이건희 컬렉션은 대한민국의 기업인 이건희가 개인 소장하던 미술품 컬렉션으로, 2020년 10월 이건희의 사망 이후 이재용 등 유족이 국가에 기증한 23,000여 점의 문화재와 미술품을 가리킨다.

## 송현동
일제강점기 조선식산은행이 사택 용지로 썼고 광복 이후 1980년대 까지는 주한미국대사관 직원 숙소로 사용되었다. 바로 옆인 광화문 근처에 주한미국대사관이 있다. 1997년 삼성생명이 미술관을 건립하려고 국방부로부터 송현동 토지를 1900억원에 매입했다. 삼성미술관 리움을 지을 계획이었는데, 정부의 규제로 무산되었다. 당시 이건희 회장이 김영삼 대통령에게 "기업은 이류, 행정은 삼류, 정치는 사류"라고 비난하던 시절이다.
2002년 대한한공에 2900억원에 매각했다. 삼성미술관 리움은 용산구 한남동에 2004년 개장했다. 대한한공은 4층짜리 7성급 한옥 특급호텔을 지으려고 했는데, 인근에 풍문여고, 덕성여중, 덕성여고의 학교 3곳이 있어서, 학교 주변에는 호텔을 지을 수 없다는 학교보건법에 따라, 건축이 무산되었다. 행정소송을 벌였고, 2012년 대법원이 정부 승소로 판결했다.
2019년 대한항공이 경영위기로 매각을 발표했다. LH가 5천여억원에 송현동 1만평을 사고, 다른 국유지 1만평을 서울시가 LH에게 주기로 했다. LH에서 서울시로 토지 소유권이 이전되었으며, 이에 서울시는 이건희 기증관을 건립하기로 결정했다. 비록 문화재와 기증관이 정부 소유지만, 1997년 삼성이 추진한 송현동 미술관 건립이 24년만에 정부 허가를 받은 셈이다.

## 관광명소
송현동에서 도보거리에는 청와대, 경복궁, 서울시청, 인사동, 북촌, 국립현대미술관 등이 있다. 외국인 관광객이 북촌을 많이 찾는다. 송현동으로 결정된 주된 이유 중에 하나가 외국인이 많이 찾는 북촌 바로 옆이라는 점이다.

## 같이 보기
- 호암미술관
- 리움미술관(삼성미술관 리움)